# Лев Демкович
Лев Демкович (пол. Leon Demkowicz; 6 листопада 1747, Волинське воєводство — 4 жовтня 1824, Почаїв) — греко-католицький ієромонах-василіянин Руської провінції ЧСВВ, педагог, консультор Чину і провінції, протоігумен, настятель Почаївського монастиря, душпастир в Кракові.

## Життєпис
Народився 6 листопада 1747 року у Волинському воєводстві в сім'ї Єроніма Демковича і його дружини Анни. У 1771 році склав урочисті обіти у Василіянському Чині, після чого був скерований на богословські студії до Браунсберзької єзуїтської колегії (навчався від 17 листопада 1771 до 4 листопада 1774). Висвячений на священника і замешкав у Низкиницькому монастирі. У 1775/1776 році був професором риторики і префектом школи та сповідником у Гощі, а наступного року переведений на сповідника та вчителя вимови і поезії (1776/1777), а також філософії (від 1777 року) в Уманські василіянській школі. Понад усе відзначився як префект уманської школи. У 1782 році візитатор С. Головчиць писав до Демковича, що він «має второпність та інші прикмети, лише ректор його відриває від шкіл, і більше помічний йому в економічних інтересах, як у школі». 26 травня 1788 року призначений до Кракова і як тимчасовий настоятель перебрав у власність побернардинський костел на церкву і монастир на помешкання для василіян. Тоді ж після полагодження на судовому процесі справи з бернардинами, повернувся до Умані.
На капітулі Чину в Почаєві 1792 року обрано о. Демковича консультором Руської провінції, а під час частих змін у керівництві Василіянським Чином після Третього поділу Речі Посполитої обіймав різні уряди і обов'язки: консультора о. Юста Гусаковського (1798), делегованого візитатора в Умані (1801), генерального консультора Чину (обраний на Тороканській капітулі 1802 року), протоконсультора (1803), єпархіального візитатора монастирів (1804), знову консультора провінції (1805), настоятеля Почаївського монастиря (з 1808 року), шкільного екзаменатора в Кременці (1809), знову протоконсультора (1810), голосуючого асесора при промоції о. Степана Білинкевича на канівського архимандрита (1810), врешті спершу виконувача обов'язків, а потім протоігумена Руської провінції (1810).
Найбільшою заслугою о. Лева Демковича у цей кризовий для василіян період було його посередництво і перемовини з Тадеушем Чацьким у справі реформи Василіянського Чину. Цілим серцем відданий Едукаційні Комісії, її приписи і духа намагався втілити в тогочасних школах Чину, якого був членом, лише не бажав ніякою ціною, щоб Василіянський Чин був перетворений на суто виховничий орден. Отець Лев Демкович був одним із 16 василіян, котрі священичі функції виконували в латинському обряді, однак із Чину він не пішов і східного обряду не покинув, як це зробили інші василіяни. Кореспонденцію провадив польською мовою. Після 1812 року переїхав до Кракова, де був душпастирем при церкві святого Норберта.
Помер 4 жовтня 1824 року в Почаєві.

## Зауваги
1. ↑  У 1774 році був на IV році богослов'я. Тоді його поступ у науці визнано найкращим, а його самого відповідним до душпастирської праці. Знав польську, церковнослов'янську і латинську мови — див. Beata Lorens. Bazylianie prowincji koronnej w latach 1743—1780... — S. 161.